# Mohammad Jusuf
Mohammad Jusuf (né le 23 juin 1928 et mort le 8 septembre 2004), connu sous le nom de M. Jusuf, est un général indonésien.

## Biographie
Après la proclamation de l'indépendance de l'Indonésie en 1945, Mohammad Jusuf rejoint le KRIS, une organisation de Célèbes pro-indépendance. Alors que le gouvernement néerlandais entend reprendre le pays, il s'embarque avec le KRIS pour rejoindre la lutte sur l'île de Java.
Il est témoin de la signature du Supersemar qui transfère le pouvoir à Soeharto en 1966.
Il est ministre de l'Industrie de 1964 à 1978, ministre du Commerce de 1967 à 1968 et ministre de la Défense de 1978 à 1983.